# Lycidola expansa
Lycidola expansa är en skalbaggsart som beskrevs av Bates 1881. Lycidola expansa ingår i släktet Lycidola och familjen långhorningar.
Artens utbredningsområde är:
- Costa Rica.
- Panama.

Inga underarter finns listade i Catalogue of Life.